# Yuta Mikado
Yuta Mikado (三門 雄大 Mikado Yuta?, Saitama, 26 de diciembre de 1986) es un futbolista japonés que juega como centrocampista en el F. C. Imabari.

## Trayectoria

### Clubes
| Club                | País  | Año       |
| ------------------- | ----- | --------- |
| Albirex Niigata     | Japón | 2009-2013 |
| Yokohama F. Marinos | Japón | 2014-2016 |
| Avispa Fukuoka      | Japón | 2016-2017 |
| Omiya Ardija        | Japón | 2018-2022 |
| F. C. Imabari       | Japón | 2022-     |